# Jenkina articulata
Jenkina articulata är en svampdjursart som beskrevs av Brøndsted 1931. Jenkina articulata ingår i släktet Jenkina och familjen Jenkinidae. Inga underarter finns listade i Catalogue of Life.